# Аджена
RM-81 „Аджена“ (на английски: RM-81 Agena) – американска ускорителна степен и спътникова платформа, разработена от Lockheed за създаване на разузнавателния спътник WS-117L. След разделянето на WS-117L на програми за разработка на спътници за фоторазузнаване SAMOS и CORONA и програма за разработване на спътници за „Системата за предупреждение за ракетно нападение“ MIDAS (Missile Defense Alarm System), „Аджена“ започва да се използва като ускорителен блок и един от основните компоненти в няколко програми, в това число и при извеждането в орбита на спътници за фоторазузнаване СORONA и като мишена за отработване методите на сближаване и скачване в космоса с пилотирани кораби по програма Джемини (Джемини 6А – Джемини 12). Като ускорителен блок се използва в комбинация с ракети-носители „Атлас-Аджена“, „Тор-Аджена“, „Торад-Аджена“ и Титан IIIB. Проучвани са и възможности за използването му в програма Спейс шатъл и Атлас V. Общо, от 28 февруари 1959 г., „Аджена“ е изстрелвана 365 пъти, последен старт – през февруари 1987 г. (във вариант Aджена D).
RM-81 „Аджена“ е конструирана за продължителен престой в космическото пространство с многократно задействане на двигателя за корекция на орбитата и приземяване на космически апарати (неотделяеми от „Аджена“ в орбита). Общото тегло, заедно с горивото е около 7 тона, а тягата на течногоривен ракетен двигател е 72 кN.

## Модификации
Варианти на степента „Аджена“:
| Вариант  | Двигател                      | Височина | Диаметър | Обща маса | Маса празна | Гориво  | Тяга    | Време на работа |
| -------- | ----------------------------- | -------- | -------- | --------- | ----------- | ------- | ------- | --------------- |
| Аджена-A | Bell 8001/8048 (XLR81-BA-3/5) | 5,94 м   | 1,52 м   | 3850 кг   | 885 кг      | 2945 кг | 68.9 кN | 120 сек.        |
| Аджена-B | Bell 8081 (XLR81-BA-7)        | 7,56 м   | 1,52 м   | 7167 кг   | 867 кг      | 6115 кг | 71.1 кN | 240 сек.        |
| Аджена-D | Bell 8096, Bell 8247          | 7,09 м   | 1,52 м   | 6821 кг   | 673 кг      | 6115 кг | 71 кN   | 265 сек.        |

### Варианти – използване
| Тип ракета               | Стартове | Първи старт      | Последен старт    |
| ------------------------ | -------- | ---------------- | ----------------- |
| Тор(SLV-2)+Aджена A      | 16       | 21 януари 1959   | 13 септември 1960 |
| Атлас(LV-3A)+Aджена A    | 4        | 26 февруари 1960 | 31 януари 1961    |
| Общо Aджена A            | 20       |                  |                   |
| Tор(SLV-2)+Aджена B      | 44       | 26 октомври 1960 | 28 август 1964    |
| Tор(SLV-2A/C)+Aджена B   | 3        | 29 юни 1963      | 15 май 1966       |
| Атлас(LV-3A)+Aджена B    | 28       | 12 юли 1961      | 21 март 1965      |
| Атлас(SLV-3)+Aджена B    | 1        | 9 юни 1966       |                   |
| Общо Aджена B            | 76       |                  |                   |
| Tор(SLV-2)+Aджена D      | 22       | 28 юни 1962      | 31 май 1967       |
| Tор(SLV-2A/C)+Aджена D   | 60       | 28 февруари 1963 | 17 януари 1968    |
| Tор(SLV-2G/H)+Aджена D   | 22       | 9 август 1966    | 16 юли 1971       |
| Tорад(SLV-2G/H)+Aджена D | 21       | 18 май 1968      | 25 май 1972       |
| Атлас(LV-3A)+Aджена D    | 15       | 14 август 1964   | 5 ноември 1967    |
| Атлас(SLV-3)+Aджена D    | 48       | 14 август 1964   | 5 ноември 1967    |
| Атлас(SLV-3A)+Aджена D   | 12       | 4 март 1968      | 7 април 1978      |
| Атлас F+Aджена D         | 1        | 27 юли 1978      |                   |
| Титан IIIB (SLV-5B)      | 29       | 29 юли 1966      | 23 октомври 1970  |
| Tитан 23B                | 2        | 21 януари 1971   | 22 април 1971     |
| Tитан 33B                | 3        | 21 март 1971     | 21 август 1973    |
| Tитан 24B                | 23       | 12 август 1971   | 21 август 1973    |
| Tитан 34B                | 11       | 10 март 1975     | 12 февруари 1987  |
| Общо Aджена D            | 269      |                  |                   |

## Аджена – мишена за скачване
Създадена е на базата на „Аджена D“ с оборудване за използването и като мишена за сближаване и скачване за мисиите от програма Джемини. Двигателят и е Bell Aerospace Model 8247 с възможност за включване до 15 пъти. Двигателят е използван след скачване за извеждане на кораба на по-висока или по-ниска орбита. По време на мисия Джемини 11 е постигната елиптична орбита с апогей 1375 км, което е рекорд, надминат едва след полета на Аполо 8 – първата пилотирана мисия в посока Луната.